# Set the World on Fire (album d'Annihilator)
Pour les articles homonymes, voir Set the World on Fire.
Albums de Annihilator
Never, Neverland
(1990) King of the Kill
(1994)
Set the World on Fire est le troisième album studio du groupe de thrash metal canadien Annihilator sorti en 1993.

## Liste des titres
| No  | Titre                                  | Musique                            | Durée |
| --- | -------------------------------------- | ---------------------------------- | ----- |
| 1.  | Set the World on Fire                  | Jeff Waters, Coburn Pharr          | 4:30  |
| 2.  | No Zone                                | Wayne Darley, Ray Hartmann, Waters | 2:47  |
| 3.  | Bats in the Belfry                     | Hartmann, Pharr, Waters            | 3:37  |
| 4.  | Snake in the Grass                     | Waters                             | 4:55  |
| 5.  | Phoenix Rising                         | Murphy, Waters                     | 3:47  |
| 6.  | Knight Jumps Queen                     | Waters                             | 3:46  |
| 7.  | Sounds Good to Me                      | Waters                             | 4:18  |
| 8.  | The Edge                               | Murphy, Waters                     | 2:56  |
| 9.  | Don't Bother Me                        | Neil Goldberg, Pharr, Waters       | 3:23  |
| 10. | Brain Dance                            | Pharr, Waters                      | 4:51  |
| 11. | Hell Bent For Leather*                 | Tipton                             | 2:54  |
| 12. | Phoenix Rising (version acoustique **) | Murphy, Waters                     | 4:09  |

*Morceau bonus de l'édition japonaise et de l'édition limitée et rééditée Digipack seulement. **Morceau bonus de l'édition limitée et rééditée Digipack.
Source.

## Composition du groupe
- Aaron Randall - Chant
- Jeff Waters - Guitare, chant cinglé et étrange sur Brain Dance.
- Neil Goldberg - Guitare.
- Wayne Darley - Basse.
- Mike Mangini - Batterie.
- Ray Hartmann - Batterie sur Snake in the Grass et Sounds Good to Me.
- Rick Fedyk - Batterie sur Phoenix Rising.
- Mark Lafrance - Second Chant sur Phoenix Rising.
- David Steele - Second Chant sur Phoenix Rising.
- Norm Gordon - Second Chant sur Brain Dance.
- The Annihilettes - Second Chant sur Knight Jumps Queen et Brain Dance.
- John Webster - Claviers sur Phoenix Rising.

## Sources
1. ↑  , allmusic.com